# گویش ایماقی
گویش ایماقی یکی از گویش‌های زبان فارسی است که توسط مردم ایماق به آن سخن گفته می‌شود.

## لهجه‌ها
این گویش به لهجه‌های زیر تقسیم می‌شود:
- چنگیزی
- فیروزکوهی
- جمشیدی
- ملکی
- میزمست
- تیمنی
- تیموری
- زینلی
- ظهری